# Santa Fe del Paraná (Paraguay)
Santa Fe del Paraná es uno de los veintidós distritos del Departamento de Alto Paraná, Paraguay. Se encuentra, aproximadamente a 40 kilómetros de Ciudad del Este, capital del departamento, sobre un ramal que parte de la Supercarretera Itaipú. Fue creada por Ley Nº 2180 el 11 de julio de 2003. Era conocido como Colonia Padre Guido Coronel.

## Geografía
El área delimitada del Municipio de Santa Fe del Paraná creado por Ley 2180/2003, modificado por Ley 2462/2004, del 24 de septiembre de 2004, abarca la superficie 77.113 hectáreas 3.133m². Limita al norte con Mbaracayú, al sur con Hernandarias, al este con Brasil, separado por el río Paraná, y al oeste con Hernandarias.

## Subdivisión
Santa Fe del Paraná se divide en 11 barrios y compañías: Casco urbano, Pykyrý, Gleba 12 General Díaz, Gleba 5 Pykyrý, Gleba 7, Nueva Esperanza, Gleba 23 Colonia Itaipú, Gleba 11, Niño Jesús, Santiago Martínez y Maracamoa.

## Acceso
Partiendo de la ciudad de Asunción se sigue la Ruta PY02 hasta llegar a Ciudad del Este, de ahí se toma la Ruta PY07 en dirección norte hasta llegar al Cruce Santa Fe pasando por Hernandarias, y de ahí se sigue 10 km más hacia el este, y se llega a la ciudad de Santa Fe del Paraná.